# Кам'янка (Полтавський район)
Ка́м'янка —  село в Україні, у Диканській селищній громаді Полтавського району Полтавської області. Населення становить 78 осіб. До 2020 орган місцевого самоврядування — Стасівська сільська рада.

## Географія
Село Кам'янка знаходиться за 1 км від правого берега річки Ворскла, примикає до села Стасі, за 0,5 км від сіл Гавронці та Петрівка. Поруч проходить автомобільна дорога Н12.
Відстань до центру громади становить близько 13 км. Від села до райцентру проходить автошлях Н12.

## Історія
12 червня 2020 року, відповідно до розпорядження Кабінету Міністрів України № 721-р «Про визначення адміністративних центрів та затвердження територій територіальних громад Полтавської області», село увійшло до складу Диканської селищної громади.
19 липня 2020 року, в результаті адміністративно - територіальної реформи та ліквідації Диканського району, село увійшло до складу новоутвореного Полтавського району.

## Населення

### Мова
Розподіл населення за рідною мовою за даними перепису 2001 року:
| Мова       | Кількість | Відсоток |
| ---------- | --------- | -------- |
| українська | 75        | 96.15%   |
| російська  | 3         | 3.85%    |
| Усього     | 78        | 100%     |

## Економіка
- Молочно-товарна та птахо-товарна ферми.

## Відомі люди
- Кікоть Андрій Іванович — український оперний та концертний співак (бас).
- Непийпиво Василь Гнатович — народний художник України.
- Голуб Василь Григорович — народний артист України